# Geogale aurita
Geogale aurita là một loài động vật có vú trong họ Tenrecidae, bộ Afrosoricida. Loài này được Milne-Edwards & A. Grandidier mô tả năm 1872. Đây là loài đặc hữu của Madagascar. Môi trường sống tự nhiên của chúng là các khu rừng khô nhiệt đới hoặc cận nhiệt đới và các vùng đất cây bụi nhiệt đới hoặc cận nhiệt đới.

## Hình ảnh

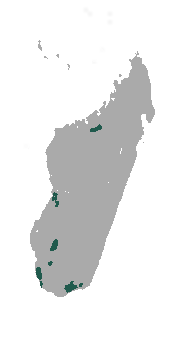